# Fusu
Ying Fusu (* 3. Jahrhundert v. Chr.; † 210 v. Chr.) war der älteste Sohn des chinesischen Kaisers Qin Shihuangdi und dessen designierter Erbe. Kurz nach dem Tod seines Vaters fiel er einer Intrige zum Opfer.

## Leben
Fusu erregte 212. v. Chr. die Missgunst des Kaisers, als er dessen harte Politik kritisierte. Zur Strafe wurde er an die nördliche Grenze des Reiches verbannt, um den Bau der Chinesischen Mauer zu überwachen. Auch als sein Vater am 10. September 210 v. Chr. starb, hielt er sich dort auf und wusste nichts von dessen Tod. Obwohl Fusu Kronprinz war, wollten seine Rivalen Li Si und Zhao Gao, der Kanzler und der Eunuch, lieber seinen jüngeren Bruder Qin Er Shi zum Kaiser ernennen. Daher hielten seine Rivalen den Tod seines Vaters geheim und gaben im Namen von Qin Shihuangdi den kaiserlichen Befehl heraus, in welchem Fusu und der General Meng Tian, ein Anhänger Fusus, zum Selbstmord aufgerufen wurden. Beide kamen dem Befehl umgehend nach, da sie nicht von einer Täuschung ausgingen.
Wenige Jahre nach seinem Tod war sein Sohn Ziying für 46 Tage chinesischer Kaiser, ehe er sich Liú Bāng ergab.